# Tchiressoua Guel
Tchiressoua Guel (ur. 27 grudnia 1975 w Sikensi) – piłkarz z Wybrzeża Kości Słoniowej występujący najczęściej na pozycji pomocnika.

## Życiorys
Jest wychowankiem szkółki piłkarskiej klubu ASEC Mimosas. W sezonie 1997 został królem strzelców w barwach tego zespołu. Grał tam na tyle dobrze, że trener Olympique Marsylia, Rolland Courbis zdecydował się na zakup tego zawodnika. Jednak w OM nie dostawał zbyt wielu szans na pokazanie się, bowiem rozegrał tylko dwa mecze i sezon później został sprzedany do AS Saint-Étienne. W barwach tego klubu wystąpił w 54 meczach, strzelając 4 bramki. Po dwóch sezonach gry w Les Verts zdecydował się na kolejny transfer, tym razem do FC Lorient, gdzie grał przez cztery lata.
W 2004 roku Guel zmienił klub i przeszedł do MKE Ankaragücü. Rozegrał 15 meczów w tym klubie, a w przerwie zimowej zdecydował się na powrót do Francji, a konkretniej do walczącego o awans do Ligue 1, AS Nancy. Ostatecznie awansował z Nancy do pierwszej ligi, jednak Guel pozostał w Ligue 2 i wrócił do Lorient. Z tym klubem również udało mu się awansować do ekstraklasy Francji. W 2006 roku Tchiressoua Guel był bliski podpisania kontraktu z Legią Warszawa, jednak nie przeszedł testów medycznych (żółtaczka) i podziękowano mu za usługi. W sezonie 2007/2008 występował w izraelskim Hapoelu Ironi Kirjat Szemona, w którym zakończył karierę
W reprezentacji WKS, piłkarz ten zaliczył 72 występów. Przez wiele lat był kapitanem drużyny narodowej, później opaskę kapitańską przejął Didier Drogba. Guel ma za sobą występy w Pucharach Narodów Afryki: 1994, 1996, 1998, 2000 i 2002.

## Kariera w liczbach
| Sezon   | Klub                        | Kraj                     | Rozgrywki   | Mecze | Bramki |
| ------- | --------------------------- | ------------------------ | ----------- | ----- | ------ |
| 1996    | ASEC Mimosas                | Wybrzeże Kości Słoniowej | Ligue 1 MTN | ?     | ?      |
| 1997    | ASEC Mimosas                | Wybrzeże Kości Słoniowej | Ligue 1 MTN | ?     | 10     |
| 1998    | ASEC Mimosas                | Wybrzeże Kości Słoniowej | Ligue 1 MTN | ?     | ?      |
| 1998/99 | Olympique Marsylia          | Francja                  | Ligue 1     | 2     | 0      |
| 1999/00 | AS Saint-Étienne            | Francja                  | Ligue 1     | 28    | 2      |
| 2000/01 | AS Saint-Étienne            | Francja                  | Ligue 1     | 24    | 1      |
| 2001/02 | FC Lorient                  | Francja                  | Ligue 1     | 26    | 6      |
| 2002/03 | FC Lorient                  | Francja                  | Ligue 2     | 33    | 4      |
| 2003/04 | FC Lorient                  | Francja                  | Ligue 2     | 36    | 7      |
| 2004/05 | MKE Ankaragücü              | Turcja                   | Süper Lig   | 15    | 0      |
| 2004/05 | AS Nancy                    | Francja                  | Ligue 2     | 6     | 0      |
| 2005/06 | FC Lorient                  | Francja                  | Ligue 2     | 19    | 2      |
| 2007/08 | Hapoel Ironi Kirjat Szemona | Izrael                   | Ligat ha’Al | 33    | 2      |